# Windows 10 phiên bản tháng 11 năm 2015
Windows 10 phiên bản tháng 11 năm 2015 (còn được biết đến với số hiệu 1511 cũng như tên mã "Threshold 2") là bản cập nhật lớn đầu tiên đồng thời cũng là phiên bản thứ hai của hệ điều hành của Windows 10. Nó có số hiệu bản dựng  10.0.10586. Phiên bản này ra mắt 3 tháng và 2 tuần sau khi được mang ra thử nghiệm. Bản xem trước đầu tiên của phiên bản 1511 ra mắt ngày 18/8/2015. Bản xem trước ổn định ra mắt ngày 3/11/2015 trong chương trình Windows Insider và được phát hành rộng rãi ra công chúng chỉ 9 ngày sau đó. Không giống như các phiên bản trước đó, phiên bản này cũng khả dụng cho các thiết bị Windows Phone 8.1 và Xbox One lúc ấy, đồng thời cũng là bản phát hành xem trước cho hệ điều hành Windows Server 2016. Nó cũng đã được cài đặt sẵn trên các thiết bị Windows 10 Mobile mới.
Quá trình hỗ trợ dành cho người dùng là thành viên của chương trình "Nhánh Hiện tại" (CB) và "Nhánh Hiện tại dành cho Doanh nghiệp" (CBB) đã kết thúc vào ngày 10/10/2017. Dịch vụ hỗ trợ cho phiên bản 1511 đã kết thúc sau sự ra mắt của bản dựng 10586.1540 vào ngày 10/4/2018.

## Các tính năng mới
Các tính năng mới trong phiên bản này bao gồm:
- Tích hợp sẵn Skype, một ứng dụng gọi điện, nhắn tin qua video dành cho cá nhân
- Thêm các chức năng "Xem trước Tab" và đồng bộ cho trình duyệt Microsoft Edge
- Các chức năng đã được chỉnh sửa đã trở nên trực quan hơn

## Lịch sử phiên bản
| Các phiên bản thử nghiệm của Windows 10 version 1511 | Các phiên bản thử nghiệm của Windows 10 version 1511            | Các phiên bản thử nghiệm của Windows 10 version 1511 |
| ---------------------------------------------------- | --------------------------------------------------------------- | --- |
| Chú giải:Phiên bản cũ                                |                                                                 | |
| Phiên bản                                            | Ngày phát hành                                                  | Highlights |
| 10.0.10525                                           | Fast ring: 18 tháng 8 năm 2015                                  | - Cập nhật các tùy chọn màu sắc - Cải thiện chương trình quản lý bộ nhớ |
| 10.0.10532                                           | Fast ring: 27 tháng 8 năm 2015                                  | - Chức năng chia sẻ được thêm vào ứng dụng Windows Feedback - Thiết kế lại menu ngữ cảnh (context menu) |
| 10.0.10547                                           | Fast ring: 18 tháng 9 năm 2015                                  | - Các cột ô gạch ở menu Start có thể được mở rộng ra 33% - Nâng giới hạn các ô gạch ở menu Start lên 2048 - Cải thiện chế độ máy tính bảng (tablet mode) - Người dùng đã có thể vô hiệu hóa hình nền của màn hình đăng nhập                                                |
| 10.0.10565                                           | Fast ring: 12 tháng 10 năm 2015 Slow ring: 16 tháng 10 năm 2015 | - Chế độ xem trước tab (tab preview) được thêm vào Microsoft Edge - Cải thiện Microsoft Edge - Cải thiện menu ngữ cảnh - Cải thiện thanh tiêu đề (title bar) - Cập nhật các biểu tượng - Device activation improvements Cải thiện việc kích hoạt (activation) cho thiết bị |
| 10.0.10576                                           | Fast ring: 29 tháng 10 năm 2015                                 | - Tính năng Media Casting được thêm vào Microsoft Edge |
| Version                                              | Ngày phát hành                                                  | Highlights |

| Các phiên bản công khai của Windows 10 version 1507 | Các phiên bản công khai của Windows 10 version 1507 | Các phiên bản công khai của Windows 10 version 1507                                                  | Các phiên bản công khai của Windows 10 version 1507 |
| --------------------------------------------------- | --------------------------------------------------- | --- | --- |
| Chú giải:Phiên bản cũ, vẫn được hỗ trợ              |                                                     | | |
| Phiên bản                                           | Cơ sở                                               | Ngày phát hành                                                                                       | Highlights |
| 10.0.10586 Version 1511                             |                                                     | Fast ring: 5 tháng 11 năm 2015 Slow ring: 9 tháng 11 năm 2015 Public release: 12 tháng 11 năm 2015   | Trong build này BitLocker đã hỗ trợ thuật toán mã hóa XTS-AES. Các tính năng bảo mật liên quan bao gồm Enhanced Credential Guard. Trong ứng dụng Settings, ở phần Privacy, mục Call History and Email đã được thêm vào. Bắt đầu từ build này, Windows Spotlight sẽ có sẵn trong phiên bản Windows 10 Pro. |
| 10.0.10586.3                                        | KB3105211                                           | Fast Ring: 10 tháng 11 năm 2015 Slow Ring: 10 tháng 11 năm 2015                                      | |
| 10.0.10586.11                                       | KB3118754                                           | Fast Ring: 18 tháng 11 năm 2015 Slow Ring: 18 tháng 11 năm 2015 Public Release: 18 tháng 11 năm 2015 | |
| 10.0.10586.14                                       | KB3120677                                           | Fast Ring: 24 tháng 11 năm 2015 Slow Ring: 24 tháng 11 năm 2015 Public Release: 24 tháng 11 năm 2015 | |
| 10.0.10586.17                                       | KB3116908                                           | Fast Ring: 2 tháng 12 năm 2015 Slow Ring: 2 tháng 12 năm 2015 Public Release: 2 tháng 12 năm 2015    | |
| 10.0.10586.29                                       | KB3116900                                           | Fast Ring: 8 tháng 12 năm 2015 Slow Ring: 8 tháng 12 năm 2015 Public Release: 8 tháng 12 năm 2015    | |
| 10.0.10586.36                                       | KB3124200                                           | Fast Ring: 17 tháng 12 năm 2015 Slow Ring: 17 tháng 12 năm 2015 Public Release: 17 tháng 12 năm 2015 | |
| 10.0.10586.63                                       | KB3124263                                           | Slow Ring: 12 tháng 1 năm 2016 Public Release: 12 tháng 1 năm 2016                                   | |
| 10.0.10586.71                                       | KB3124262                                           | Slow Ring: 27 tháng 1 năm 2016 Public Release: 27 tháng 1 năm 2016                                   | |
| 10.0.10586.104                                      | KB3135173                                           | Slow Ring: 9 tháng 2 năm 2016 Public Release: 9 tháng 2 năm 2016                                     | |
| 10.0.10586.122                                      | KB3140743                                           | Slow Ring: 2 tháng 3 năm 2016 Release Preview: 2 tháng 3 năm 2016 Public Release: 2 tháng 3 năm 2016 | |
| 10.0.10586.164                                      | KB3140768                                           | Slow Ring: 8 tháng 3 năm 2016 Release Preview: 8 tháng 3 năm 2016 Public Release: 8 tháng 3 năm 2016 | |
| 10.0.10586.218                                      | KB3147458                                           | Release Preview: 12 tháng 4 năm 2016 Public Release: 12 tháng 4 năm 2016                             | |
| 10.0.10586.240                                      |                                                     | Release Preview: 28 tháng 4 năm 2016                                                                 | Bản cập nhật tích lũy này mang đến sự cải thiện về UI cho việc theo dõi dữ liệu ở mục Networking and Wireless > Data Usage in the Settings app. |
| 10.0.10586.318                                      | KB3156421                                           | Release Preview: 10 tháng 5 năm 2016 Public Release: 10 tháng 5 năm 2016                             | Bản cập nhật này cho phép các trò chơi và ứng dụng UWP có thể mở khóa tỉ lệ khung hình, điều này sẽ giúp các game UWP vô hiệu hóa V-sync và cho phép các nhà phát triển khả năng sử dụng các tính năng của bên thứ ba, như là G-Sync và Freesync.                                                         |
| 10.0.10586.420                                      | KB3163018                                           | Public release: 14 tháng 6 năm 2016                                                                  | |
| 10.0.10586.589                                      | KB3185614                                           | Public release: 13 tháng 9 năm 2016                                                                  | |
| 10.0.10586.679                                      | KB3198586                                           | Public release: 8 tháng 11 năm 2016                                                                  | |
| 10.0.10586.713                                      | KB3205386                                           | Public release: 13 tháng 12 năm 2016                                                                 | |
| 10.0.10586.753                                      | KB3210721                                           | Public release: 10 tháng 1 năm 2017                                                                  | |
| 10.0.10586.839                                      | KB4013198                                           | Public release: 13 tháng 3 năm 2017                                                                  | |
| 10.0.10586.842                                      | KB4016636                                           | Public release: 22 tháng 3 năm 2017                                                                  | |
| 10.0.10586.873                                      | KB4015219                                           | Public release: 11 tháng 4 năm 2017                                                                  | |
| 10.0.10586.916                                      | KB4019473                                           | Public release: 9 tháng 5 năm 2017                                                                   | |
| 10.0.10586.962                                      | KB4022714                                           | Public release: 13 tháng 6 năm 2017                                                                  | |
| 10.0.10586.965                                      | KB4032693                                           | Public release: 27 tháng 6 năm 2017                                                                  | |
| Version                                             | Cơ sở                                               | Ngày phát hành                                                                                       | Highlights |